# 다프니스와 클로에

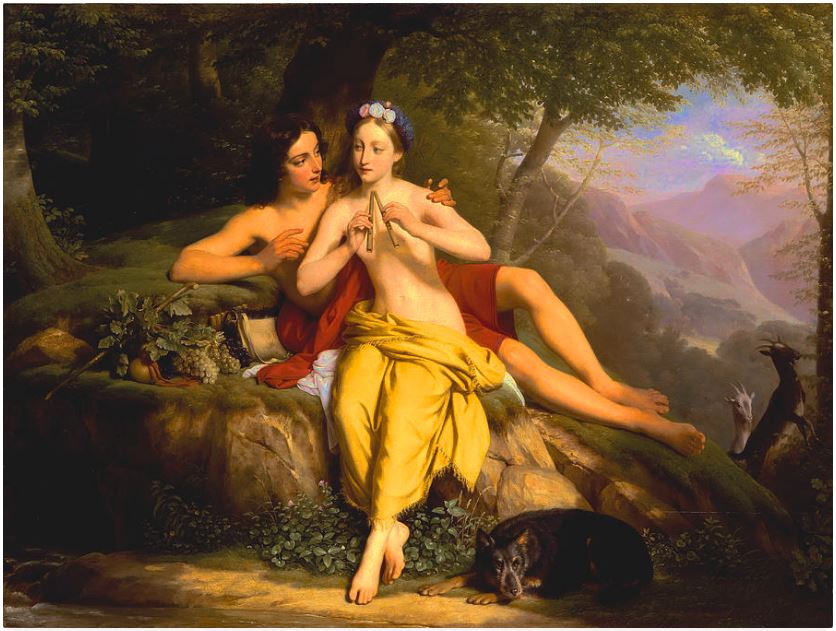
《다프니스와 클로에》, 루이 에르상, 1842년, 루브르 박물관 소장

다프니스와 클로에(고대 그리스어: Δάφνις καὶ Χλόη)는 2세기말에서 3세기초 무렵 고대 그리스에서 쓰여진 사랑 이야기이다. 롱고스의 작이라고 전하고 있지만, 작자에 관한 것은 거의 알려진 것이 없다.

## 같이 보기
- 에메사의 헬리오도로스